# 馬爾伯勒 (新罕布什爾州)
馬爾伯勒（英語：Marlborough）是一個位於美國新罕布什爾州切希爾縣的鎮。

## 人口
根據2020年美國人口普查的數據，馬爾伯勒的面積為53.50平方千米，當中陸地面積為52.90平方千米，而水域面積為0.60平方千米。當地共有人口2096人，而人口密度為每平方千米39人。